# Olympische Geschichte Marokkos
| Gelbes Symbol für Goldmedaillen mit stilisierten Olympischen Ringen | Graues Symbol für Silbermedaillen mit stilisierten Olympischen Ringen | Braundes Symbol für Bronzemedaillen mit stilisierten Olympischen Ringen |
| ------------------------------------------------------------------- | --------------------------------------------------------------------- | ----------------------------------------------------------------------- |
| 8                                                                   | 5                                                                     | 13                                                                      |

Marokko, dessen NOK, das Comité Olympique Marocain, 1959 gegründet und im gleichen Jahr vom IOC anerkannt wurde, nimmt seit 1960 an Olympischen Sommerspielen teil. 1976 und 1980 folgte man den Boykottaufrufen der afrikanischen Länder bzw. der USA. Marokkos NOK schickte Athleten zu den Winterspielen von 1968, 1984, 1988, 1992, 2010 und 2014.

## Übersicht

### Sommerspiele

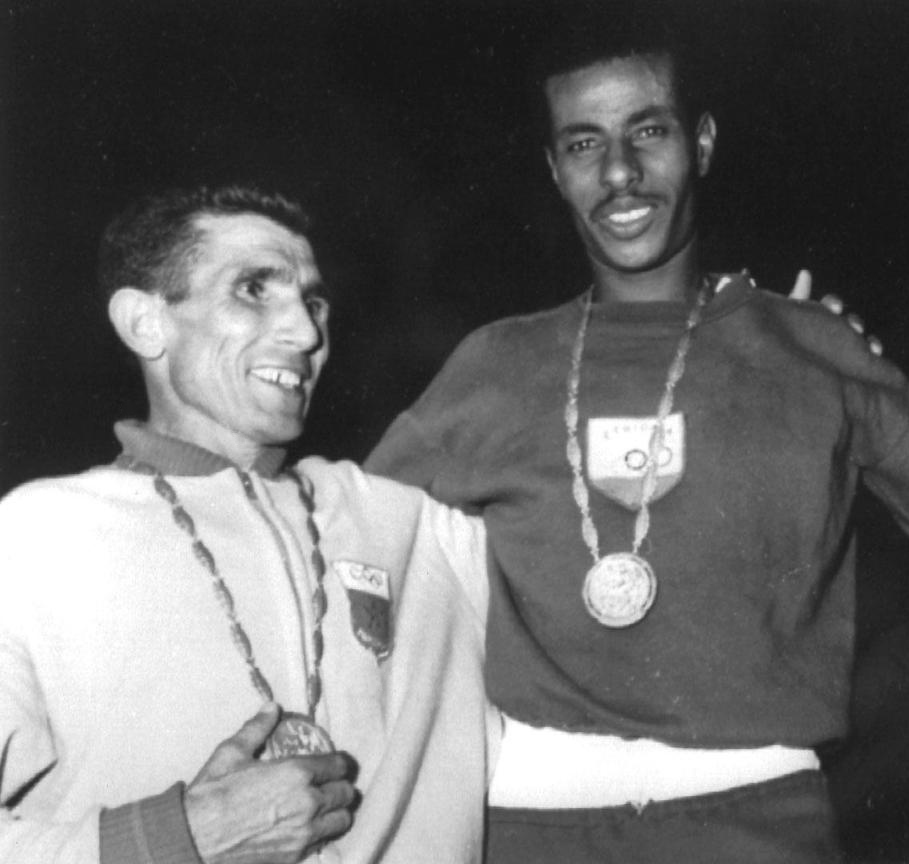
Der erste Medaillengewinner Marokkos: Rhadi Ben Abdesselam mit Silber im Marathon (rechts der äthiopische Sieger Abebe Bikila)

#### 1960 bis 1980
Marokko nahm erstmals an den Spielen von 1960 in Rom teil. Die 47 Männer traten in der Leichtathletik, im Boxen, Fechten, Radsport, Turnen, Segeln, modernen Fünfkampf, Schießen, Gewichtheben und Ringen an. Die ersten Olympioniken kamen aus der Boxstaffel. Am 25. August 1960 traten der Fliegengewichtler Abdelkader Belghiti, der Bantamgewichtler Ahmed Bouazza, der Leichtgewichtler Abdelkader Gangani, der Halbweltergewichtler Mohamed Boubekeur sowie der Weltergewichtler Mohamed Atmani zu ihren Wettkämpfen an. In Rom konnte die marokkanische Mannschaft gleich den ersten Medaillengewinn feiern. Der Leichtathlet Rhadi Ben Abdesselam gewann am 10. September 1960 die Silbermedaille im Marathonlauf, sein Teamkollege Bakir Benaïssa erreichte als Achter das Ziel.
In Tokio 1964 nahm erstmals eine marokkanische Fußballauswahl am olympischen Turnier teil, 1968 in Mexiko-Stadt eine marokkanische Basketballmannschaft. Bei beiden Olympischen Spielen blieb die marokkanische Olympiamannschaft erfolglos. Auch in München 1972 blieben Erfolge aus. Mit der 800-Meter-Läuferin Malika Hadky nahm am 31. August 1972 die erste marokkanische Frau an Olympischen Spielen teil. Zudem starteten erstmals marokkanische Judokas.
Bei den Spielen von Montreal 1976 zog Marokko erst nach dem zweiten Wettkampftag seine Olympiamannschaft zurück, um sich dem Boykott der afrikanischen Länder anzuschließen. Dem von den USA geführten Boykott der Spiele von Moskau 1980 schloss sich das Land sofort an.

#### 1984 bis 2000

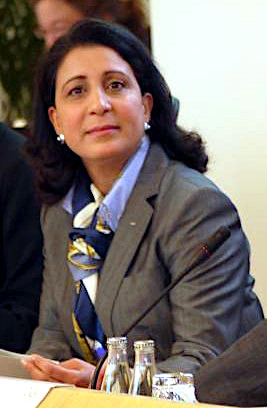
Nawal El Moutawakel gewann 1984 im 400-Meter-Hürdenlauf die erste Goldmedaille Marokkos

In Los Angeles 1984 gab es den ersten Olympiasieg für Marokko. Nawal El Moutawakel gewann über 400 Meter Hürden nicht nur die erste Goldmedaille Marokkos, sie war zudem die erste weibliche Medaillengewinnerin. Ihr Teamkollege Saïd Aouita gewann drei Tage später als erster marokkanischer Mann ebenfalls Gold. Er siegte über 5000 Meter.
Drei Medaillen konnte Marokko in Seoul 1988 verbuchen. Brahim Boutayeb wurde Olympiasieger im 10.000-Meter-Lauf, Aouita gewann mit Bronze über 800 Meter seine zweite olympische Medaille. Eine weitere Bronzemedaille gewann der Boxer Abdelhak Achik im Federgewicht. 1992 in Barcelona konnten marokkanische Sportler einen kompletten Medaillensatz gewinnen. Khalid Skah schaffte mit seinem Sieg im 10.000-Meter-Lauf den zweiten marokkanischen Erfolg in Folge in dieser Disziplin. Rachid El Basir gewann Silber im 1500-Meter-Lauf, der Boxer Mohamed Achik, der Bruder von Medaillengewinner Abdelhak Achik, Bronze im Bantamgewicht. In Barcelona gingen zum ersten Mal Sportler in den Sportarten Tennis und Tischtennis an den Start.
Die Leichtathleten sorgten für zwei weitere Medaillen für Marokko bei den Spielen von Atlanta 1996. Khalid Boulami gewann Bronze im 5000-Meter-Lauf, Salah Hissou im 10.000-Meter-Lauf. Titelverteidiger Skah wurde hier Siebter. Von der Anzahl der Medaillen her war Marokko bei den Spielen von Sydney 2000 am erfolgreichsten. Fünf Medaillen wurden gewonnen. Eine Silbermedaille gewann Hicham El Guerrouj über 1500 Meter, jeweils eine Bronzemedaille gewannen Brahim Lahlafi über 5000 Meter, Ali Ezzine über 3000 Meter Hindernis, Nezha Bidouane über 400 Meter Hürden, sowie der Boxer Tahar Tamsamani im Federgewicht. In Sydney nahmen erstmals Kanuten, Schwimmer und Taekwondokämpfer aus Marokko teil.

#### 2004 bis heute
2004 in Athen konnte El Guerrouj einen Doppelsieg über 1500 und 5000 Meter feiern. Damit ist er der bis heute (Stand 2017) erfolgreichste Teilnehmer Marokkos an Olympischen Spielen. Die 800-Meter-Läuferin Hasna Benhassi gewann zudem Silber, in einem Rennen, dessen Entscheidung über Silber und Bronze durch die Zielfotoauswertung zu Stande kam. Über die gleiche Distanz schaffte bei den Männern Mouhssin Chehibi Platz 4 und verpasste Bronze um 0,51 Sekunden. Benhassi gewann 2008 in Peking zum zweiten Mal in Folge Bronze über 800 Meter. Jaouad Gharib gewann im Marathonlauf der Männer Silber. In Peking startete zum ersten Mal ein Bogenschütze aus Marokko.
Eine Bronzemedaille gewann 2012 in London der 1500-Meter-Läufer Abdalaati Iguider. In London ging erstmals eine Reiter an den Start. In Rio de Janeiro 2016 nahm erstmals ein Golfspieler teil. Hier gewann Marokko eine weitere Bronzemedaille durch den Boxer Mohammed Rabii im Weltergewicht.
Bei der olympischen Premiere der Sportarten Surfen und Karate in Tokio 2020 war Marokko vertreten. Zudem nahmen erstmals Athleten des Landes im Beachvolleyball und Triathlon teil. Vier Jahre später bei den Spielen in Paris nahmen erstmals ein Skateboarder und zwei Breakdancer Marokkos an Olympischen Spielen teil. Dort gewann die Männerfußballmannschaft des Landes Bronze, was zugleich die erste olympische Medaille Marokkos in einer Mannschaftssportart war.

### Winterspiele

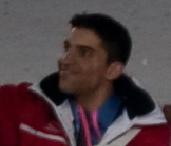
Samir Azzimani, der einzige Teilnehmer Marokkos 2010 in Vancouver beim Einmarsch der Athleten

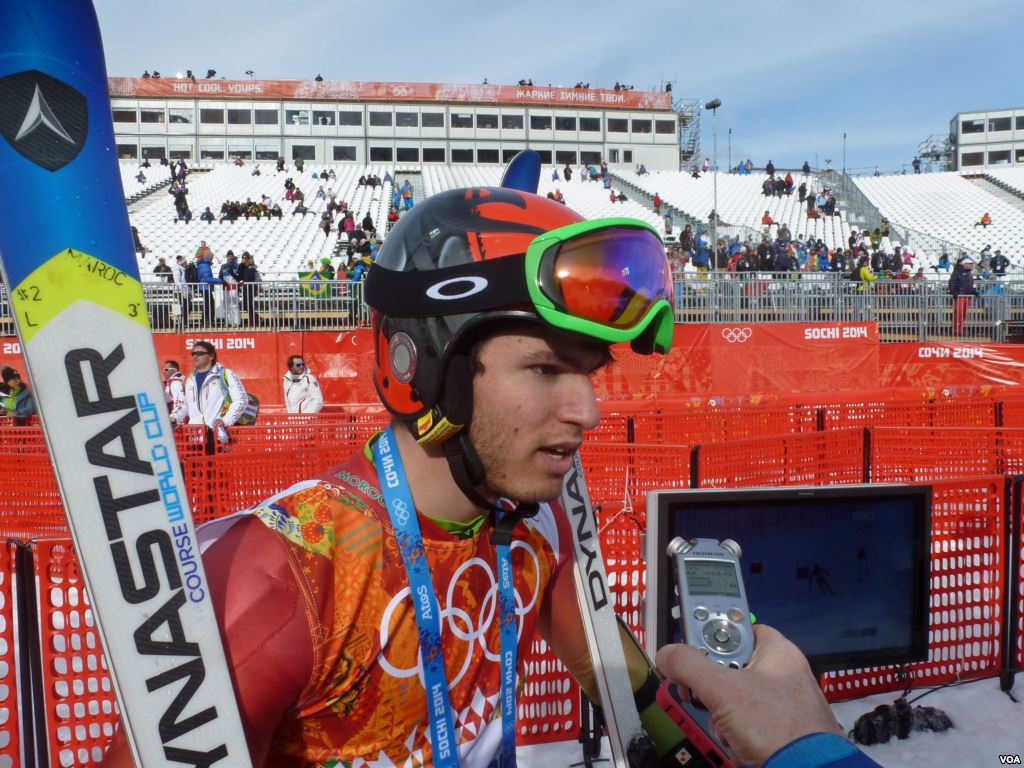
Adam Lamhamedi in Sotschi 2014

In Grenoble 1968 ging erstmals eine marokkanische Mannschaft bei Winterspielen an den Start. Die ersten Wintersportler des Landes waren die alpinen Skirennfahrer Said Housni, Hassan Lahmaoui, Mohamed Aomar und Mimoun Ouitot im Riesenslalom.
Bei den folgenden drei Austragungen der Winterspiele verzichtete Marokko auf eine Teilnahme. 1984 in Sarajewo und 1988 in Calgary wurde Marokko wieder durch alpine Skirennfahrer vertreten. In Albertville 1992 nahmen erstmals Skilangläufer teil. Zudem ging hier mit Nawal Slaoui im Super-G die erste Wintersportlerin des Landes an den Start.
Nach 18 Jahren Pause nahm Marokko dann wieder 2010 in Vancouver und 2014 in Sotschi teil.

## IOC-Mitglieder
Seit 1998 ist Nawal El Moutawakel, die Olympiasiegerin von 1984, Mitglied des IOC. Von 2012 bis 2016 war sie die Vizepräsidentin des IOC.

## Übersicht der Teilnehmer

### Sommerspiele
| Jahr      | Athleten           | Athleten           | Athleten           | Sportarten         | Sportarten         | Sportarten         | Sportarten         | Sportarten         | Sportarten         | Sportarten         | Sportarten         | Sportarten         | Sportarten         | Sportarten         | Sportarten         | Sportarten         | Sportarten         | Sportarten         | Sportarten         | Sportarten         | Sportarten         | Sportarten         | Sportarten         | Sportarten         | Sportarten         | Sportarten         | Sportarten         | Sportarten         | Sportarten         | Sportarten         | Sportarten         | Medaillen          | Medaillen          | Medaillen          | Medaillen          | Medaillen          |
| Jahr      | Gesamt             |                    |                    |                    |                    |                    |                    |                    |                    |                    |                    |                    |                    |                    |                    |                    |                    |                    |                    |                    |                    |                    |                    |                    |                    |                    |                    |                    |                    |                    |                    |                    |                    |                    | Medaillen – Gesamt | Rang               |
| --------- | ------------------ | ------------------ | ------------------ | ------------------ | ------------------ | ------------------ | ------------------ | ------------------ | ------------------ | ------------------ | ------------------ | ------------------ | ------------------ | ------------------ | ------------------ | ------------------ | ------------------ | ------------------ | ------------------ | ------------------ | ------------------ | ------------------ | ------------------ | ------------------ | ------------------ | ------------------ | ------------------ | ------------------ | ------------------ | ------------------ | ------------------ | ------------------ | ------------------ | ------------------ | ------------------ | ------------------ |
| 1896–1956 | nicht teilgenommen | nicht teilgenommen | nicht teilgenommen | nicht teilgenommen | nicht teilgenommen | nicht teilgenommen | nicht teilgenommen | nicht teilgenommen | nicht teilgenommen | nicht teilgenommen | nicht teilgenommen | nicht teilgenommen | nicht teilgenommen | nicht teilgenommen | nicht teilgenommen | nicht teilgenommen | nicht teilgenommen | nicht teilgenommen | nicht teilgenommen | nicht teilgenommen | nicht teilgenommen | nicht teilgenommen | nicht teilgenommen | nicht teilgenommen | nicht teilgenommen | nicht teilgenommen | nicht teilgenommen | nicht teilgenommen | nicht teilgenommen | nicht teilgenommen | nicht teilgenommen | nicht teilgenommen | nicht teilgenommen | nicht teilgenommen | nicht teilgenommen | nicht teilgenommen |
| 1960      | 48                 | 48                 | 0                  |                    |                    |                    | 7                  |                    | 7                  |                    | 4                  |                    |                    |                    |                    | 8                  | 2                  | 4                  |                    | 5                  |                    | 4                  |                    |                    |                    | 1                  |                    |                    |                    |                    | 6                  |                    | 1                  |                    | 1                  | 32                 |
| 1964      | 20                 | 20                 | 0                  |                    |                    |                    | 2                  |                    |                    | 12                 | 2                  |                    |                    |                    |                    | 4                  |                    |                    |                    |                    |                    |                    |                    |                    |                    |                    |                    |                    |                    |                    |                    |                    |                    |                    |                    |                    |
| 1968      | 24                 | 24                 | 0                  | 12                 |                    |                    | 5                  |                    |                    |                    |                    |                    |                    |                    |                    | 3                  |                    |                    |                    | 4                  |                    |                    |                    |                    |                    |                    |                    |                    |                    |                    |                    |                    |                    |                    |                    |                    |
| 1972      | 35                 | 33                 | 2                  |                    |                    |                    | 3                  |                    |                    | 19                 |                    |                    | 3                  |                    |                    | 8                  |                    |                    |                    | 3                  |                    |                    |                    |                    |                    |                    |                    |                    |                    |                    |                    |                    |                    |                    |                    |                    |
| 1976      | 9                  | 9                  | 0                  |                    |                    |                    | 5                  |                    |                    |                    |                    |                    |                    |                    |                    |                    |                    |                    |                    | 4                  |                    |                    |                    |                    |                    |                    |                    |                    |                    |                    |                    |                    |                    |                    |                    |                    |
| 1980      | nicht teilgenommen | nicht teilgenommen | nicht teilgenommen | nicht teilgenommen | nicht teilgenommen | nicht teilgenommen | nicht teilgenommen | nicht teilgenommen | nicht teilgenommen | nicht teilgenommen | nicht teilgenommen | nicht teilgenommen | nicht teilgenommen | nicht teilgenommen | nicht teilgenommen | nicht teilgenommen | nicht teilgenommen | nicht teilgenommen | nicht teilgenommen | nicht teilgenommen | nicht teilgenommen | nicht teilgenommen | nicht teilgenommen | nicht teilgenommen | nicht teilgenommen | nicht teilgenommen | nicht teilgenommen | nicht teilgenommen | nicht teilgenommen | nicht teilgenommen | nicht teilgenommen | nicht teilgenommen | nicht teilgenommen | nicht teilgenommen | nicht teilgenommen | nicht teilgenommen |
| 1984      | 34                 | 33                 | 1                  |                    |                    |                    | 4                  |                    |                    | 15                 |                    |                    | 3                  |                    |                    | 3                  |                    | 4                  |                    | 5                  |                    |                    |                    |                    |                    |                    |                    |                    |                    |                    |                    | 2                  |                    |                    | 2                  | 18                 |
| 1988      | 27                 | 24                 | 3                  |                    |                    |                    | 7                  |                    |                    |                    |                    |                    | 4                  |                    |                    | 11                 |                    |                    |                    | 5                  |                    |                    |                    |                    |                    |                    |                    |                    |                    |                    |                    | 1                  |                    | 2                  | 3                  | 28                 |
| 1992      | 44                 | 43                 | 1                  |                    |                    |                    | 7                  |                    |                    | 16                 | 1                  |                    |                    |                    |                    | 13                 |                    |                    |                    | 4                  |                    |                    |                    |                    |                    |                    |                    | 2                  | 1                  |                    |                    | 1                  | 1                  | 1                  | 3                  | 31                 |
| 1996      | 34                 | 32                 | 2                  |                    |                    |                    | 6                  |                    |                    |                    | 1                  |                    | 3                  |                    |                    | 17                 |                    |                    |                    | 5                  |                    |                    |                    |                    |                    |                    |                    | 1                  |                    |                    | 1                  |                    |                    | 2                  | 2                  | 68                 |
| 2000      | 55                 | 46                 | 9                  |                    |                    |                    | 5                  |                    |                    | 17                 |                    |                    | 2                  | 1                  |                    | 24                 |                    |                    |                    |                    |                    |                    | 1                  |                    |                    | 1                  | 3                  | 1                  |                    |                    |                    |                    | 1                  | 4                  | 5                  | 58                 |
| 2004      | 55                 | 47                 | 8                  |                    |                    |                    | 7                  |                    | 1                  | 16                 | 1                  |                    | 2                  |                    |                    | 22                 |                    |                    |                    |                    |                    |                    | 1                  |                    |                    |                    | 3                  | 2                  |                    |                    |                    | 2                  | 1                  |                    | 3                  | 37                 |
| 2008      | 47                 | 36                 | 11                 |                    |                    | 1                  | 10                 |                    | 2                  |                    |                    |                    | 4                  |                    |                    | 26                 |                    |                    |                    |                    |                    |                    | 2                  |                    |                    |                    | 3                  |                    |                    |                    |                    |                    | 1                  | 1                  | 2                  | 67                 |
| 2012      | 63                 | 46                 | 17                 |                    |                    |                    | 8                  |                    | 2                  | 16                 |                    |                    | 4                  | 1                  |                    | 21                 |                    | 3                  | 1                  | 2                  |                    | 1                  | 3                  |                    |                    |                    | 3                  |                    |                    |                    |                    |                    |                    | 1                  | 1                  | 78                 |
| 2016      | 49                 | 29                 | 20                 |                    |                    |                    | 8                  |                    | 1                  |                    | 2                  | 1                  | 3                  | 1                  |                    | 20                 |                    | 3                  | 1                  | 3                  |                    | 1                  | 2                  |                    |                    |                    | 3                  |                    |                    |                    |                    |                    |                    | 1                  | 1                  | 78                 |
| 2020      | 45                 | 31                 | 14                 |                    | 2                  |                    | 6                  |                    | 1                  |                    | 1                  | 1                  | 2                  | 2                  | 1                  | 14                 |                    | 1                  | 4                  | 1                  | 1                  | 1                  | 2                  |                    | 1                  |                    | 3                  |                    |                    | 1                  |                    | 1                  |                    |                    | 1                  | 63                 |
| 2024      | 61                 | 43                 | 18                 |                    | 2                  |                    | 3                  | 2                  | 2                  | 19                 |                    | 1                  | 3                  | 2                  |                    | 13                 |                    | 2                  | 2                  | 1                  | 1                  | 1                  | 2                  | 1                  | 1                  |                    | 2                  |                    |                    | 1                  |                    | 1                  |                    | 1                  | 2                  | 60                 |
| Gesamt    | Gesamt             | Gesamt             | Gesamt             | Gesamt             | Gesamt             | Gesamt             | Gesamt             | Gesamt             | Gesamt             | Gesamt             | Gesamt             | Gesamt             | Gesamt             | Gesamt             | Gesamt             | Gesamt             | Gesamt             | Gesamt             | Gesamt             | Gesamt             | Gesamt             | Gesamt             | Gesamt             | Gesamt             | Gesamt             | Gesamt             | Gesamt             | Gesamt             | Gesamt             | Gesamt             | Gesamt             | 8                  | 5                  | 13                 | 26                 |                    |

### Winterspiele
| Jahr      | Athleten           | Athleten           | Athleten           | Sportarten         | Sportarten         | Medaillen          | Medaillen          | Medaillen          | Medaillen          | Medaillen          |
| Jahr      | Gesamt             |                    |                    |                    |                    |                    |                    |                    | Medaillen – Gesamt | Rang               |
| --------- | ------------------ | ------------------ | ------------------ | ------------------ | ------------------ | ------------------ | ------------------ | ------------------ | ------------------ | ------------------ |
| 1924–1964 | nicht teilgenommen | nicht teilgenommen | nicht teilgenommen | nicht teilgenommen | nicht teilgenommen | nicht teilgenommen | nicht teilgenommen | nicht teilgenommen | nicht teilgenommen | nicht teilgenommen |
| 1968      | 5                  | 5                  | 0                  | 5                  |                    |                    |                    |                    |                    |                    |
| 1972–1980 | nicht teilgenommen | nicht teilgenommen | nicht teilgenommen | nicht teilgenommen | nicht teilgenommen | nicht teilgenommen | nicht teilgenommen | nicht teilgenommen | nicht teilgenommen | nicht teilgenommen |
| 1984      | 4                  | 4                  | 0                  | 4                  |                    |                    |                    |                    |                    |                    |
| 1988      | 3                  | 3                  | 0                  | 3                  |                    |                    |                    |                    |                    |                    |
| 1992      | 12                 | 10                 | 2                  | 9                  | 3                  |                    |                    |                    |                    |                    |
| 1994–2006 | nicht teilgenommen | nicht teilgenommen | nicht teilgenommen | nicht teilgenommen | nicht teilgenommen | nicht teilgenommen | nicht teilgenommen | nicht teilgenommen | nicht teilgenommen | nicht teilgenommen |
| 2010      | 1                  | 1                  | 0                  | 1                  |                    |                    |                    |                    |                    |                    |
| 2014      | 2                  | 1                  | 1                  | 2                  |                    |                    |                    |                    |                    |                    |
| 2018      | 2                  | 2                  | 0                  | 2                  |                    |                    |                    |                    |                    |                    |
| 2022      | 1                  | 1                  | 0                  | 1                  |                    |                    |                    |                    |                    |                    |
| Gesamt    | Gesamt             | Gesamt             | Gesamt             | Gesamt             | Gesamt             | 0                  | 0                  | 0                  | 0                  |                    |

## Liste der Medaillengewinner

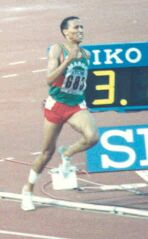
Saïd Aouita, der erste marokkanische Mann, der Olympiasieger wurde

### Goldmedaillen
| Name                | Spiele           | Sportart       | Disziplin        |
| ------------------- | ---------------- | -------------- | ---------------- |
| Nawal El Moutawakel | 1984 Los Angeles | Leichtathletik | 400 Meter Hürden |
| Saïd Aouita         | 1984 Los Angeles | Leichtathletik | 5000 Meter       |
| Brahim Boutayeb     | 1988 Seoul       | Leichtathletik | 10.000 Meter     |
| Khalid Skah         | 1992 Barcelona   | Leichtathletik | 10.000 Meter     |
| Hicham El Guerrouj  | 2004 Athen       | Leichtathletik | 1500 Meter       |
| Hicham El Guerrouj  | 2004 Athen       | Leichtathletik | 5000 Meter       |
| Soufiane el-Bakkali | 2020 Tokio       | Leichtathletik | 3000 m Hindernis |
| Soufiane el-Bakkali | 2024 Paris       | Leichtathletik | 3000 m Hindernis |

### Silbermedaillen
| Name                 | Spiele         | Sportart       | Disziplin  |
| -------------------- | -------------- | -------------- | ---------- |
| Rhadi Ben Abdesselam | 1960 Rom       | Leichtathletik | Marathon   |
| Rachid El Basir      | 1992 Barcelona | Leichtathletik | 1500 Meter |
| Hicham El Guerrouj   | 2000 Sydney    | Leichtathletik | 1500 Meter |
| Hasna Benhassi       | 2004 Athen     | Leichtathletik | 800 Meter  |
| Jaouad Gharib        | 2008 Peking    | Leichtathletik | Marathon   |

### Bronzemedaillen

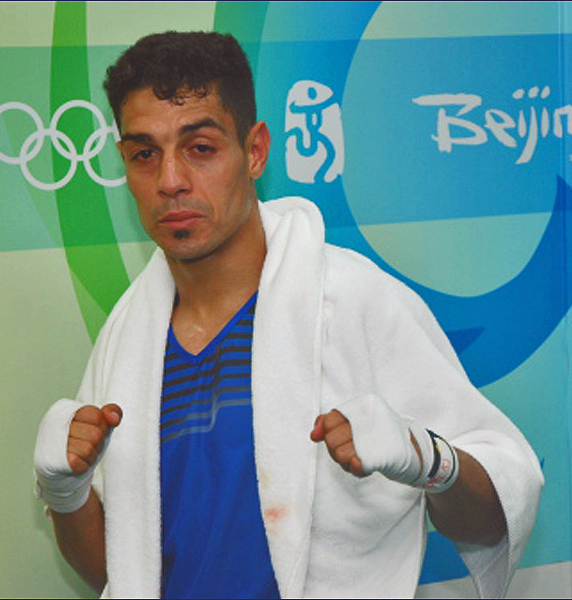
Der Boxer Tahar Tamsamani gewann 2000 Bronze im Federgewicht

| Name | Spiele              | Sportart       | Disziplin            |
| --- | ------------------- | -------------- | -------------------- |
| Abdelhak Achik | 1988 Seoul          | Boxen          | Federgewicht         |
| Saïd Aouita | 1988 Seoul          | Leichtathletik | 800 Meter            |
| Mohamed Achik | 1988 Seoul          | Boxen          | Bantamgewicht        |
| Khalid Boulami | 1996 Atlanta        | Leichtathletik | 5000 Meter           |
| Salah Hissou | 1996 Atlanta        | Leichtathletik | 10.000 Meter         |
| Tahar Tamsamani | 2000 Sydney         | Boxen          | Federgewicht         |
| Ali Ezzine | 2000 Sydney         | Leichtathletik | 3000 Meter Hindernis |
| Brahim Lahlafi | 2000 Sydney         | Leichtathletik | 5000 Meter           |
| Nezha Bidouane | 2000 Sydney         | Leichtathletik | 400 Meter Hürden     |
| Hasna Benhassi | 2008 Peking         | Leichtathletik | 800 Meter            |
| Abdalaati Iguider | 2012 London         | Leichtathletik | 800 Meter            |
| Mohammed Rabii | 2016 Rio de Janeiro | Boxen          | Weltergewicht        |
| Ilias Akhomach Oussama El Azzouzi Benjamin Bouchouari Mehdi Boukamir Abde Ezzalzouli Rachid Ghanimi Achraf Hakimi Munir El Kajoui Yassine Kechta Bilal El Khannous Mehdi Maouhoub Akram Nakach Zakaria El Ouahdi Soufiane Rahimi Amir Richardson Eliesse Ben Seghir Adil Tahif Oussama Targhalline Haytam Manaout | 2024 Paris          | Fußball        | Männerturnier        |

## Medaillen nach Sportart
| Sportart       | Gold | Silber | Bronze | Gesamt |
| Leichtathletik | 8    | 5      | 8      | 21     |
| Boxen          | 0    | 0      | 4      | 4      |
| Fußball        | 0    | 0      | 1      | 1      |
| Gesamt         | 8    | 5      | 13     | 26     |